# Kalibuntu Wetan
Kalibuntu Wetan is een bestuurslaag in het regentschap Kendal van de provincie Midden-Java, Indonesië. Kalibuntu Wetan telt 2382 inwoners (volkstelling 2010).